# Iuliu Mureșan
Iuliu Mureșan (n. 1 februarie 1954) este directorul executiv al clubului de fotbal Dinamo București, de profesie medic ortoped.